# Stephen Grossberg
Stephen Grossberg (* 31. prosince 1939 New York) je kognitivní vědec, teoretický a výpočetní psycholog, neurovědec, matematik, biomedicínský inženýr a neuromorfní technolog. Je profesorem kognitivních a neuronových systémů a emeritním profesorem matematiky a statistiky, psychologických a mozkových věd a biomedicínského inženýrství na Bostonské univerzitě.